# Calliope (genre)
Pour les articles homonymes, voir Calliope (homonymie).
Genre
Le genre Calliope comprend cinq espèces de passereaux.

## Taxonomie

### Liste des espèces
D'après la classification de référence (version 5.2, 2015) du Congrès ornithologique international, ce genre est composé de 5 espèces (ordre phylogénique) :
- Rossignol à gorge rubis, (Calliope pectoralis)
- Rossignol de Przewalski, (Calliope tschebaiewi)
- Rossignol calliope, (Calliope calliope)
- Rossignol de David, (Calliope pectardens)
- Rossignol à gorge noire, (Calliope obscura)